# 野杁正明
野杁 正明（のいり まさあき、1993年5月11日 - ）は、日本のキックボクサー。愛知県名古屋市出身。TEAM VASILEUS所属。至学館高等学校卒。現ONEキックボクシング世界フェザー級暫定王者。第2代K-1 WORLD GPウェルター級王者。第2代K-1 WORLD GPスーパーライト級王者。K-1  WORLD GP2階級制覇王者。Road to GLORY JAPAN -65kg SLAM優勝。

## 来歴
小学2年の時、いじめにあっていた自分を助けてくれた先輩の大石駿介（大石道場の息子）が空手を習っていると聞き、それに憧れて大石道場に入門した。
小学3年時に中部日本ジュニアで優勝すると以降は主要大会で好成績を納め、特に小学6年時の全日本ジュニアでは優勝している。
2007年2月25日、13歳でK-1 JAPAN TRYOUTに参加し、同門・日下部竜也らとともに特別合格を果たした。
2009年5月3日、新空手の「K-2グランプリ」軽量級にて優勝した。
2009年8月10日、主催者推薦としてK-1甲子園 〜FINAL 16に出場。1回戦で村越凌と対戦し、3RTKO勝ちを収めた。
2009年10月26日、K-1 WORLD MAX 2009 FINALにて行われたK-1甲子園の準々決勝で、宮元啓介を判定3-0で下した。
2009年12月31日、Dynamite!! 〜勇気のチカラ2009〜にて行われたK-1甲子園の準決勝で、前年度王者のHIROYAと対戦し、ダウン寸前まで追い込み3-0の判定勝ち。決勝戦でも、前年度3位の嶋田翔太からダウンを奪い3-0の判定勝ち。K-1甲子園では初となる1年生チャンピオンになった。

### プロデビュー
2010年3月14日、NAGOYA KICK 〜CENTRAL RHYTHM〜でプロデビューし、浅瀬石真司に3-0の判定勝ち。
2010年4月29日、Krush初参戦となったKrush.6でソルデティグレ・ヨースケと対戦し、右跳び膝蹴りでKO勝ちを収めた。
2010年9月20日、Krush.10で卜部弘嵩と対戦し、2-0の判定勝ちを収めた。
2010年11月20日、2連覇を目指しK-1甲子園 KING OF UNDER 18 〜FINALに出場。1回戦を勝ち抜くも、2回戦で石田圭吾に0-3の判定負けを喫した。
2010年12月12日、Krush初代王座決定トーナメント～Round.1～で、元J-NETWORKライト級暫定王者青津潤平と対戦し、2-0の判定勝ちを収めた。野杁にとっては初めてチャンピオンクラスとの対戦となる。
2011年4月30日、Krush初代王座決定トーナメント ～Triple Final Round～で、"狂拳"竹内裕二と対戦し、3Rに両者左フックによるダブルノックダウンから先に立ち上がるも再び左フックの相打ちによりKO負け。プロ初黒星となった。
2011年6月25日、K-1 WORLD MAX 2011 -63kg Japan Tournament FINAL1回戦で、初代Krush -63kg級王者の梶原龍児と対戦し、延長Rの末2-1の判定勝ち、準決勝で前年度準優勝者の久保優太と対戦し0-3の判定負けを喫した。
2012年5月20日、ホーストカップ2012～Depature～でラズ・セルキシアンから2ダウンを奪われ、最終ラウンドに1ダウンを奪って挽回するも判定負け。
2013年3月10日、Road to GLORY JAPAN -65kg SLAMで行われたフェザー級（65kg級）トーナメントにて1回戦でHIROYA、準決勝で小宮由紀博、決勝で裕樹に勝利して優勝し、当時K-1に代わって世界最大のキックボクシング団体となっていたGLORYの世界フェザー級スラムトーナメント出場権を獲得した。
2013年5月3日、GLORY 8 TOKYO -65kg SlamにてGLORY世界フェザー級スラムトーナメント2013に出場し、準々決勝でリアム・ハリソンに2RTKO勝ち、準決勝でモサブ・アムラーニに判定勝ち。決勝では久保優太と対戦し、1Rにローブローを受けて試合続行不可能に近い状態となり、それでも続行したもののローブローのダメージを引きずって劣勢となり判定負けで準優勝。
2013年7月15日、NJKF 2013 4thにてキャリア初となる肘打ち有りのムエタイルールに挑戦し、WBCムエタイ日本スーパーライト級王座決定戦で高橋誠治と対戦。初のムエタイルールながら肘打ちにも対応し、3RKO勝ち。
2013年9月1日、Krush.32 ～in NAGOYA～のTOKYO×NAGOYA・5対5マッチに出場。大将戦にて久保優太の持つKrush -67kg王座に挑戦し、3-0の判定勝ちでリベンジを果たすと共に王座獲得に成功した。
2014年2月16日、NJKF 2014 1stにてWBCムエタイインターナショナルスーパーライト級タイトルマッチで大和哲也に5R判定負け。
2014年2月26日、Krush -67kg王座を返上し、適正階級である65kg級に専念することを発表した。
その後、大和に敗れたことを反省し、自分の練習環境を見つめ直した末に小学生の頃から所属していた大石道場/OISHI GYMからK-1ジムEBISU小比類巻道場への移籍を決意する。しかし、大石道場側が移籍を認めず、キックボクシング界にジム移籍の明確なルールが存在しないこともあり、引退の危機に陥っていた。
2014年11月19日、野杁のK-1ジムEBISU小比類巻道場への移籍とKrush.48への参戦が発表された。会見にて野杁は「ジム移籍の理由は選手それぞれだと思いますが、僕はただ単に強くなりたくて、上京して環境を一新したかった。新しくなった野杁正明の第二章を見せていきたい。諦めなければ試合が組まれると自分に言い聞かせながら練習してきました。ここまで育ててくれた大石陽一郎会長には感謝しています」とコメントした。
2014年12月21日、Krush.48 in SENDAIで緒方惇と対戦し、KO勝ち。
2015年4月19日、K-1 WORLD GP 2015 IN JAPAN～－55kg初代王座決定トーナメント～にてK-1 WORLD GP-65kg王者ゲーオ・フェアテックスと対戦予定であったが、ゲーオの怪我のためマサロ・グランダー相手に変更。2R、飛び膝蹴りでのカットによるTKO負けに終わった。
2015年8月22日、Krush.57 ～in NAGOYA～にて山崎秀晃と対戦し、判定勝ち。
2016年3月4日、K-1 WORLD GP 2016 -65kg日本代表決定トーナメントに出場。1回戦で木村ミノルに1RKO勝ち。準決勝ではHIROYAに判定勝ちし決勝へ進出するも、山崎秀晃に判定で敗れ準優勝に終わった。
2016年6月24日、K-1 WORLD GP 2016 -65kg世界最強決定トーナメントに出場。1回戦でK-1デビュー戦でTKO負けを喫したマサロ・グランダーと対戦し、判定勝ちでリベンジを果たす。準決勝では王者であるゲーオ・ウィラサクレックとの対戦が実現。序盤はゲーオを苦戦させたが中盤からゲーオにペースを握られ判定負けを喫した。
2016年11月19日、フランス・マルセイユで行われた大会『Nuit Des champions』のNDC -66kg世界タイトルマッチに出場しエディ・ネイト・スリマニに3RKO勝利し、王座獲得に成功した。

#### K-1 WORLD GP王座獲得
2017年6月18日、K-1 WORLD GP 2017 JAPAN ～第2代スーパー・ウェルター級王座決定トーナメント～にて行われたK-1 WORLD GPスーパー・ライト級（-65kg）タイトルマッチにおいて王者ゲーオ・ウィラサクレックに挑戦し、延長までもつれた末に判定2-1（9-10、10-9、10-9）で勝利し、念願のK-1 WORLD GP王座に輝いた。
2018年3月21日、K-1 WORLD GP 2018 JAPAN ～K’FESTA.1～にてK-1 WORLD GPスーパー・ライト級タイトルマッチで挑戦者の大和哲也と対戦し、KO勝ちで王座の初防衛に成功した。
2018年8月19日をもって、K-1 WORLD GPスーパー・ライト級王座を返上しウェルター級（-67.5㎏）への転向を発表。
2018年12月8日、K-1 WORLD GP 2018 JAPAN〜ライト級世界最強決定トーナメント〜において松岡力と対戦しKO勝利。この試合以降はK-1 GYM SAGAMI-ONO-KREST所属となる。
2019年3月10日、K-1 WORLD GP 2019JAPAN〜K’FESTA.2〜においての日本対世界7対7に次鋒として出場。ジョーダン・ピケオーに1-2の判定で敗れた。

#### K-1 WORLD GP 2階級制覇
2021年9月20日、K-1 WORLD GP 2021 JAPAN 〜よこはまつり〜で行われたK-1 WORLD GP第2代ウェルター級王座決定トーナメントで1回戦、2回戦と1RKOで勝利し、決勝では安保瑠輝也に3RKOで勝利して第2代K-1 WORLD GPウェルター級王座を獲得した。
2022年6月19日、K-1代表としてTHE MATCH 2022に出場するも、シュートボクシング・RIZIN・RISEの海人に延長の末0-3の判定負けを喫した。
2024年3月26日、K-1との契約終了を自身のSNSで報告。「K-1とは円満に契約終了・契約解除となりました」と投稿した。また、同日付でK-1 WORLD GPウェルター級王座を返上した。

#### ONE Championship
2024年4月23日、ONE Championshipと契約を結んだことが発表された。
2024年5月18日、元同門の武尊が主宰するTEAM VASILEUSに正式所属を発表。同日付で第6代K-1 WORLDGPライト級(-62.5Kg)王者の与座優貴とISKAオリエンタルルール世界スーパーフェザー級王者の寺田匠も同ジムの所属を発表した。
2024年6月8日、ONE初参戦となったONE 167でシッティチャイ・シッソンピーノンと対戦し、0-3の判定負けを喫した。
2024年12月20日、ONE Friday Fight 92でリウ・メンヤンと対戦し、1Rにダウンを奪われ0-3の判定負けを喫した。元々はユセフ・シャルキと対戦予定だったがシャルキが出場キャンセルとなり、試合の3週間ほど前に急遽代役に決まったリウがONEに初参戦して野杁と対戦した。
2025年1月24日、ONE 170でシャーキル・タクレティと対戦し、2R序盤に右インカーフキックでダウンを奪いONE初勝利となるKO勝ちを収めた。
2025年3月23日、さいたまスーパーアリーナで行われたONE 172のONEキックボクシング世界フェザー級暫定王座決定戦でONEムエタイ世界同級王者のタワンチャイ・PK・センチャイと対戦し、3R終盤にパンチの連打によりTKO勝ちを収め暫定ながらも秋元皓貴に次ぐ2人目となるONEキックボクシング王座獲得に成功した。
2025年11月16日、有明アリーナで行われるONE 173のONEキックボクシング世界フェザー級王座統一戦でONEキックボクシング世界同級正規王者のスーパーボンと対戦する予定。

## 人物像
- 小学校では学級委員を好んでやっていた[20]。小5から副生徒会長をやった[20]。高校では陸上部に入っていた[20]。
- 自分でも認めるほどのゲーム好きで、ロールプレイングゲームを好む[20]。特に好きなゲームとしてポケットモンスター、ドラゴンクエスト、ゼルダの伝説を挙げている[20]。

## 戦績

### プロキックボクシング
| キックボクシング 戦績 | キックボクシング 戦績 | キックボクシング 戦績 | キックボクシング 戦績 | キックボクシング 戦績 | キックボクシング 戦績 | キックボクシング 戦績 |
| --------------------- | --------------------- | --------------------- | --------------------- | --------------------- | --------------------- | --------------------- |
| 64 試合               | (T)KO                 | 判定                  | その他                | 引き分け              | 無効試合              |                       |
| 51 勝                 | 27                    | 24                    | 0                     | 0                     | 0                     |                       |
| 13 敗                 | 2                     | 11                    | 0                     | 0                     | 0                     |                       |

| 勝敗 | 対戦相手                            | 試合結果                             | 大会名 | 開催年月日     |
|      | スーパーボン                        | 試合前                               | ONE 173: Superbon vs. Noiri 【ONEキックボクシング世界フェザー級王座統一戦】                                                            | 2025年11月16日 |
| ○    | タワンチャイ・PKセンチャイ          | 3R 2:52 TKO（パンチ連打）            | ONE 172: Takeru vs. Rodtang 【ONEキックボクシング世界フェザー級暫定王座決定戦】                                                        | 2025年3月23日  |
| ○    | シャーキル・タクレティ              | 2R 0:14 KO（右インカーフキック）     | ONE 170: Tawanchai vs. Superbon 2 | 2025年1月24日  |
| ×    | リウ・メンヤン                      | 3R終了 判定0-3                       | ONE Friday Fights 92 | 2024年12月20日 |
| ×    | シッティチャイ・シッソンピーノン    | 3R終了 判定0-3                       | ONE 167: Tawanchai vs. Nattawut 2 | 2024年6月8日   |
| ○    | アマンシオ・パラスキフ              | 1R 1:33 KO（右ミドルキック）         | AZABU PRESENTS K-1 WORLD GP 2023～スーパー・ウェルター級＆女子フライ級ダブルタイトルマッチ～                                           | 2023年7月17日  |
| ○    | ジャバル・アスケロフ                | 1R 2:00 KO（右ストレート）           | K-1 WORLD GP 2023 ～K’FESTA.6～ | 2023年3月12日  |
| ×    | 海人                                | 3R＋延長1R終了 判定0-3               | THE MATCH 2022 | 2022年6月19日  |
| ○    | 加藤虎於奈                          | 2R 1:47 KO（タオル投入）             | K-1 WORLD GP 2022 JAPAN ～K’FESTA.5～                                                                                                  | 2022年4月3日   |
| ○    | 安保瑠輝也                          | 3R 2:51 KO（3ダウン：三日月蹴り）    | K-1 WORLD GP 2021 JAPAN ～よこはまつり～ 【K-1 WORLD GP 第2代ウェルター級王座決定トーナメント決勝】                                    | 2021年9月20日  |
| ○    | 寧仁太・アリ                        | 1R 1:32 KO（左ボディフック）         | K-1 WORLD GP 2021 JAPAN ～よこはまつり～ 【K-1 WORLD GP 第2代ウェルター級王座決定トーナメント準決勝】                                  | 2021年9月20日  |
| ○    | FUMIYA                              | 1R 1:20 KO（右フック）               | K-1 WORLD GP 2021 JAPAN ～よこはまつり～ 【K-1 WORLD GP 第2代ウェルター級王座決定トーナメント1回戦】                                   | 2021年9月20日  |
| ○    | プライチュンポン・ソー.シーソムポン | 3R終了 判定3-0                       | K-1 WORLD GP 2021 JAPAN ～K’FESTA.4 DAY2～                                                                                             | 2021年3月28日  |
| ○    | ヴィトー・トファネリ                | 3R終了 判定3-0                       | K-1 WORLD GP 2020 JAPAN～K-1九州初上陸～                                                                                               | 2020年11月3日  |
| ○    | ダビド・メヒア                      | 3R終了 判定3-0                       | K-1 WORLD GP 2020 JAPAN ～K'FESTA.3～                                                                                                  | 2020年3月22日  |
| ○    | ハッサン・トイ                      | 3R終了 判定2-0                       | K-1 WORLD GP 2019 JAPAN～初代女子フライ級王座決定トーナメント＆スーパー・ライト級タイトルマッチ～                                      | 2019年12月28日 |
| ○    | サミ・ラミリ                        | 2R 2:35 KO                           | K-1 WORLD GP 2019 JAPAN～日本vs世界・5対5＆スペシャル・スーパーファイトin大阪～                                                        | 2019年8月24日  |
| ×    | ジョーダン・ピケオー                | 3R終了 判定0-2                       | K-1 WORLD GP 2019 JAPAN ～K'FESTA.2～                                                                                                  | 2019年3月10日  |
| ○    | 松岡力                              | 1R 1:57 KO (ジャブ→右フック)         | K-1 WORLD GP 2018 JAPAN ～K-1ライト級世界最強決定トーナメント～                                                                        | 2018年12月8日  |
| ○    | ヤン・ハオドン                      | 1R 2:58 KO (左ハイキック)            | Krush.92 ～in NAGOYA～ | 2018年8月18日  |
| ○    | ヴィンセント・フォシアーニ          | 2R 2:46 KO (左ボディブロー)          | K-1 WORLD GP 2018 JAPAN ～第2代フェザー級王座決定トーナメント～                                                                        | 2018年6月17日  |
| ○    | 大和哲也                            | 3R 2:57 KO (右ストレート→パンチ連打) | K-1 WORLD GP 2018 JAPAN ～K'FESTA.1～                                                                                                  | 2018年3月21日  |
| ×    | アブデラー・エズビリ                | 5R終了 判定0-3                       | Nuit Des Champions 2017 【NDS 66kg級タイトルマッチ】                                                                                   | 2017年11月25日 |
| ○    | ディエゴ・フレイタス                | 2R 2:14 KO (右ミドル)                | Krush.79 〜inNAGOYA〜 | 2017年8月20日  |
| ○    | ゲーオ・ウィラサクレック            | 3R+延長1R終了 判定2-1                | K-1 WORLD GP 2017 JAPAN～第2代スーパー・ウェルター級王座決定トーナメント～ 【K-1 WORLD GP 2017 JAPAN スーパーライト級 タイトルマッチ】 | 2017年6月18日  |
| ○    | ユネス・スマイリ                    | 3R終了 判定3-0                       | K-1 WORLD GP 2017 JAPAN～初代ライト級王座決定トーナメント～                                                                            | 2017年2月25日  |
| ○    | エディ・ネイト・スリマニ            | 3R 2:51 KO (膝蹴り)                  | Nuit Des champions 【NDS 66kg級王座決定戦】                                                                                            | 2016年11月19日 |
| ○    | ワン・ポンフェイ                    | 1R 1：37 KO (三日月蹴り)             | Krush.68 〜inNAGOYA〜 | 2016年8月20日  |
| ×    | ゲーオ・ウィラサクレック            | 3R終了 判定0-3                       | K-1 WORLD GP 2016 IN JAPAN～-65kg世界最強決定トーナメント～ 【K-1 WORLD GP 2016 -65kg世界最強決定トーナメント準決勝】                  | 2016年6月24日  |
| ○    | マサロ・グランダー                  | 3R終了 判定3-0                       | K-1 WORLD GP 2016 IN JAPAN～-65kg世界最強決定トーナメント～ 【K-1 WORLD GP 2016 -65kg世界最強決定トーナメント1回戦】                   | 2016年6月24日  |
| ×    | 山崎秀晃                            | 3R終了 判定0-2                       | K-1 WORLD GP 2016 IN JAPAN～-65kg日本代表決定トーナメント～ 【K-1 WORLD GP 2016 -65kg日本代表決定トーナメント決勝戦】                  | 2016年3月4日   |
| ○    | HIROYA                              | 3R終了 判定2-0                       | K-1 WORLD GP 2016 IN JAPAN～-65kg日本代表決定トーナメント～ 【K-1 WORLD GP 2016 -65kg日本代表決定トーナメント準決勝】                  | 2016年3月4日   |
| ○    | 木村ミノル                          | 1R 2:54 KO（右ヒザ蹴り）             | K-1 WORLD GP 2016 IN JAPAN～-65kg日本代表決定トーナメント～ 【K-1 WORLD GP 2016 -65kg日本代表決定トーナメント1回戦】                   | 2016年3月4日   |
| ○    | 左右田泰臣                          | 3R終了 判定3-0                       | K-1 WORLD GP 2015 IN JAPAN～THE CHAMPIONSHIP～                                                                                         | 2015年11月21日 |
| ○    | 山崎秀晃                            | 延長R終了 判定3-0                    | Krush.57 ～in NAGOYA～ | 2015年8月22日  |
| ×    | マサロ・グランダー                  | 2R 0:40 TKO（ドクターストップ）      | K-1 WORLD GP 2015 IN JAPAN～－55kg初代王座決定トーナメント～                                                                           | 2015年4月19日  |
| ○    | イリアス・ブライド                  | 3R終了 判定3-0                       | Krush.51 | 2015年2月6日   |
| ○    | 緒方惇                              | 1R 2:50 KO（右ストレート）           | Krush.48 in SENDAI | 2014年12月21日 |
| ×    | 大和哲也                            | 5R終了 判定3-0                       | NJKF 2014 1st 【WBCムエタイインターナショナルスーパーライト級タイトルマッチ】                                                          | 2014年2月16日  |
| ○    | 久保優太                            | 3R終了 判定3-0                       | Krush.32 ～in NAGOYA～ 【TOKYO×NAGOYA・5対5マッチ 大将戦 Krush -67kg級タイトルマッチ】                                                 | 2013年9月1日   |
| ○    | 高橋誠治                            | 3R 1:17 KO（右前蹴り）               | NJKF 2013 4th 【WBCムエタイ日本スーパーライト級王座決定戦】                                                                            | 2013年7月15日  |
| ×    | 久保優太                            | 3R終了 判定134-146                   | GLORY 8 TOKYO -65kg Slam 【決勝】 | 2013年5月3日   |
| ○    | モサブ・アムラーニ                  | 3R終了 判定144-141                   | GLORY 8 TOKYO -65kg Slam 【準決勝】 | 2013年5月3日   |
| ○    | リアム・ハリソン                    | 2R 1:06 TKO（左膝蹴りによるカット）  | GLORY 8 TOKYO -65kg Slam 【準々決勝】                                                                                                  | 2013年5月3日   |
| ○    | 裕樹                                | 2R 1:35 TKO（右ストレート）          | Road to GLORY JAPAN -65kg SLAM 【決勝】                                                                                                | 2013年3月10日  |
| ○    | 小宮由紀博                          | 3R終了 判定2-0                       | Road to GLORY JAPAN -65kg SLAM 【準決勝】                                                                                              | 2013年3月10日  |
| ○    | HIROYA                              | 3R終了 判定2-0                       | Road to GLORY JAPAN -65kg SLAM 【一回戦】                                                                                              | 2013年3月10日  |
| ○    | 西山誠人                            | 2R 1:56 KO（右ストレート）           | Krush Grand Prix 2013 ～-67kg級初代王座決定トーナメント～                                                                              | 2013年1月14日  |
| ○    | イェトキン・オズクル                | 3R終了 判定3-0                       | Krush.24 | 2012年11月10日 |
| ○    | 牧平圭太                            | 3R終了 判定3-0                       | Krush.22 ～in NAGOYA～ 【NAGOYA×TOKYO・5対5マッチ 副将戦】                                                                             | 2012年8月26日  |
| ×    | ラズ・セルキシアン                  | 3R終了 判定0-3                       | ホーストカップ ～Departure～ 【ホースト選抜TEAM vs 日本選抜TEAM セミファイナル】                                                       | 2012年5月20日  |
| ○    | セドリック・ペイノー                | 3R終了 判定3-0                       | Krush.17 | 2012年3月17日  |
| ○    | 園田顕悟                            | 3R終了 判定3-0                       | 元気ですか!! 大晦日!! 2011 | 2011年12月31日 |
| ○    | 卜部功也                            | 1R 2:58 KO（左飛び膝蹴り）           | Krush.14 【Krush YOUTH GP 2011 トーナメント決勝戦】                                                                                    | 2011年12月9日  |
| ○    | HIROYA                              | 3R終了 判定3-0                       | Krush.14 【Krush YOUTH GP 2011 トーナメント準決勝】                                                                                    | 2011年12月9日  |
| ○    | 佐々木大蔵                          | 2R 1:42 KO（左ボディフック）         | Krush YOUTH GP 2011～－63kg Supernova Tournament～開幕戦 【Krush YOUTH GP 2011 トーナメント準々決勝】                                  | 2011年10月10日 |
| ○    | 乱暴                                | 3R 1:28 TKO（右膝蹴り）              | Krush YOUTH GP 2011～－63kg Supernova Tournament～開幕戦 【Krush YOUTH GP 2011 トーナメント一回戦】                                    | 2011年10月10日 |
| ×    | 久保優太                            | 3R終了 判定0-3                       | K-1 WORLD MAX 2011 -63kg Japan Tournament FINAL 【準決勝】                                                                             | 2011年6月25日  |
| ○    | 梶原龍児                            | 延長R終了 判定2-1                    | K-1 WORLD MAX 2011 -63kg Japan Tournament FINAL 【1回戦】                                                                              | 2011年6月25日  |
| ×    | "狂拳"竹内裕二                      | 3R 1:51 KO（左フック）               | Krush初代王座決定トーナメント ～Triple Final Round～ 【Krush－60kg初代王座決定トーナメント準決勝】                                     | 2011年4月30日  |
| ○    | 青津潤平                            | 3R終了 判定2-0                       | Krush初代王座決定トーナメント～Round.1～ 【Krush－60kg初代王座決定トーナメント1回戦】                                                  | 2010年12月12日 |
| ○    | 卜部弘嵩                            | 3R終了 判定2-0                       | Krush.10 | 2010年9月20日  |
| ○    | 白神喜弘                            | 3R 2:37 KO（左ボディストレート）     | Krush-EX 〜Next Generation Fight 2010 vol.2〜                                                                                          | 2010年6月12日  |
| ○    | ソルデティグレ・ヨースケ            | 2R 1:29 KO（右跳び膝蹴り）           | Krush.6 | 2010年4月29日  |
| ○    | 浅瀬石真司                          | 3R終了 判定3-0                       | NAGOYA KICK 〜CENTRAL RHYTHM〜 | 2010年3月14日  |

### アマチュアキックボクシング
| 勝敗 | 対戦相手   | 試合結果                                    | 大会名                                                                                   | 開催年月日     |
| ×    | 石田圭吾   | 2分1R終了 判定0-3                           | K-1甲子園 KING OF UNDER 18 〜FINAL 【K-1甲子園2010 2回戦】                               | 2010年11月20日 |
| ○    | 武田直樹   | 2分1R終了 判定3-0                           | K-1甲子園 KING OF UNDER 18 〜FINAL 【K-1甲子園2010 1回戦】                               | 2010年11月20日 |
| ○    | 嶋田翔太   | 2分3R終了 判定3-0                           | Dynamite!! 〜勇気のチカラ2009〜 【K-1甲子園2009 62kg級 決勝】                            | 2009年12月31日 |
| ○    | HIROYA     | 2分3R終了 判定3-0                           | Dynamite!! 〜勇気のチカラ2009〜 【K-1甲子園2009 62kg級 準決勝】                          | 2009年12月31日 |
| ○    | 宮元啓介   | 2分3R終了 判定3-0                           | K-1 WORLD MAX 2009 World Championship Tournament FINAL 【K-1甲子園2009 62kg級 準々決勝】 | 2009年10月26日 |
| ○    | 村越凌     | 3R 0:59 TKO（レフェリーストップ：右膝蹴り） | K-1甲子園 〜FINAL 16 【K-1甲子園2009 62kg級 1回戦】                                      | 2009年8月10日  |
| ○    | 竹野蓮     | 3分2R終了 判定3-0                           | ファイティングロード杯ダブルインパクト                                                   | 2008年12月6日  |
| △    | 酒井楽     | 2分2R終了 判定0-1                           | HEAT 7 【HEATニューエイジファイト】                                                      | 2008年7月13日  |
| △    | 佐々木大蔵 | 3分1R終了 判定0-0                           | チームドラゴン主催興行「燃えろドラゴン! その壱」 【アマチュアチャレンジマッチ】          | 2007年12月22日 |
| ○    | 廣池朋和   | KO                                          | BRIDGE one match challenge 6th                                                           | 2007年10月28日 |

### エキシビション
| 勝敗 | 対戦相手   | 試合結果 | 大会名    | 開催年月日     |
| -    | 牧平圭太   | 2分2R    | Krush.133 | 2022年1月28日  |
| -    | 安保瑠輝也 | 2分2R    | Krush.108 | 2019年11月16日 |

## 獲得タイトル
- Nuit Des champions 66kg王座
- 第2代Krush -67kg級王座
- WBCムエタイ日本スーパーライト級王座
- Road to GLORY JAPAN -65kg SLAM 優勝 （2013）
- Krush YOUTH GP 2011 ～-63kg Supernova Tournament～ 優勝
- K-1甲子園2009 62kg級優勝
- 第40回全日本新空手道選手権大会 K-2グランプリ 軽量級 優勝
- 第2代K-1 WORLD GPスーパーライト級王座  (防衛1=返上)
- 第2代K-1 WORLD GPウェルター級王座(防衛0=返上)
- ONEキックボクシング世界フェザー級暫定王座（防衛0）